# Peter Caffrey
Peter Caffrey (* 18. April 1949 in Dublin; † 1. Januar 2008 in Shrewsbury, England) war ein irischer Schauspieler.

## Karriere
Caffrey war vor allem bekannt als Padraig O’Kelly in den Teilen 1 bis 4 von Ballykissangel. Außerdem hatte er bedeutende Rollen in Casualty und Peak Practice. In seiner dreißigjährigen Schauspielerkarriere war er in fast 30 Fernseh- und Kinorollen zu sehen. Nach seinem Umzug nach London wurde er ein bekanntes Gesicht im britischen Fernsehen. Sein Erfolg in Ballykissangel kam, nachdem ihm 1992 Mundkrebs diagnostiziert wurde. Im Jahr 2000 erlitt er einen Schlaganfall, von dem er sich nicht mehr richtig erholte. Caffrey starb am 1. Januar 2008 im Alter von 58 Jahren in England und wurde im Friedhof Mount Jerome in Dublin beigesetzt.

## Filmografie
- 1978: On a Paving Stone Mounted
- 1980: Criminal Conversation
- 1982: Angel
- 1985: The Woman Who Married Clark Gable
- 1985: I Woke Up One Morning (Fernsehserie)
- 1987: Boon (Fernsehserie)
- 1988: Taffin
- 1988: The Bill (Fernsehserie)
- 1989: Venus Peter (Venus Peter)
- 1989: The Paradise Club (Fernsehserie)
- 1989: Saracen (Fernsehserie)
- 1987/1989: Casualty (Fernsehserie)
- 1992: Between the Lines (Fernsehserie)
- 1993: Luv
- 1995: Runway One
- 1995: The Hanging Gale (Fernsehserie)
- 1996: Father Ted (Fernsehserie)
- 1997: Tough Boys – Zwei rechnen ab (I Went Down)
- 1998: Night Train
- 1998: Her Own Rules
- 1996–1998: Ballykissangel
- 1999: Relative Strangers (TV-Miniserie)
- 1999: Dogsbody
- 1999: Peak Practice (Fernsehserie)
- 1999: A Love Divided
- 2000: To Catch a Crow
- 2000: Rat